# Radhus

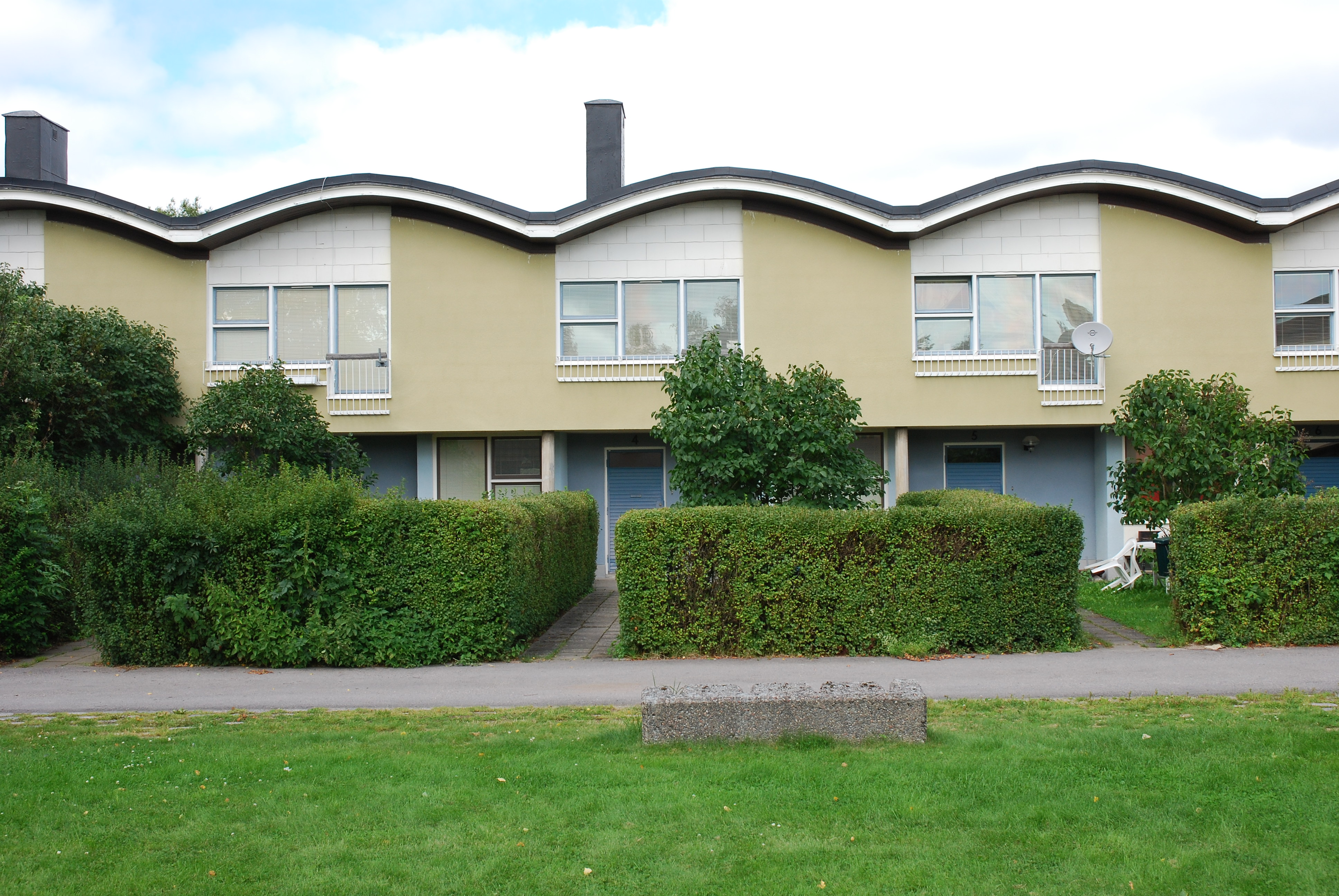
Radhus från tidigt 1950-tal i Gyttorp, Nora kommun.

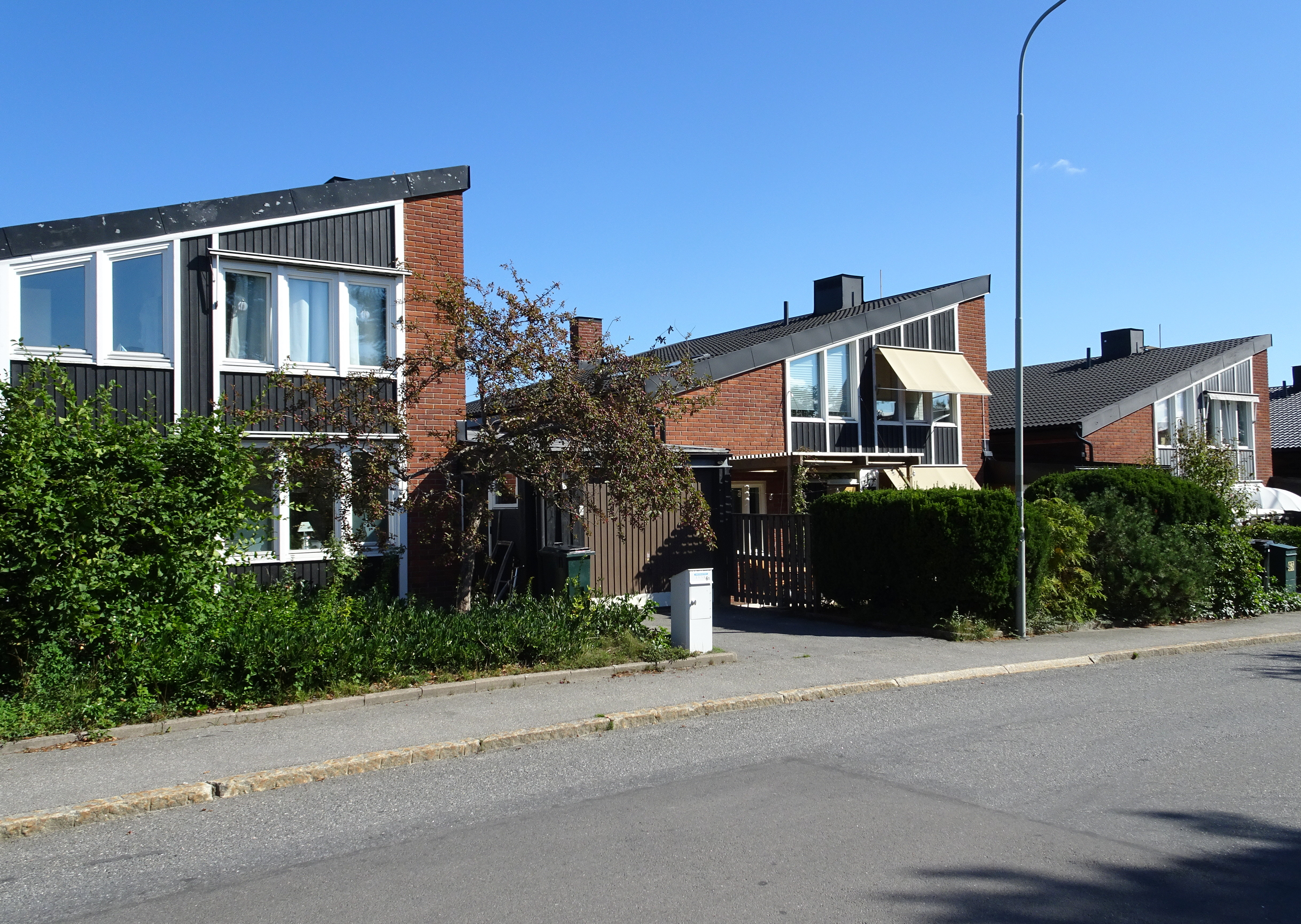
Kedjehus i Långsjöhöjden, Stockholm.

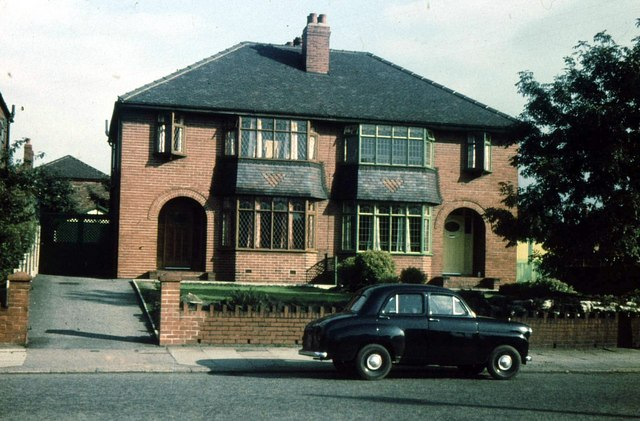
Parhus i Chadderton, Greater Manchester, England.

Radhus är ett bostadshus som är sammanlänkade i ytterväggarna. Det finns olika typer av radhus: vanligt radhus, kedjehus och parhus.

## Historia
Det är en mycket vanligt förekommande förortsbebyggelse i Storbritannien, Tyskland och Skandinavien. De första radhusen byggdes i Paris så tidigt som 1605–1612, och nådde England på 1600-talets andra hälft i samband med återuppbyggnaden av London efter den stora branden. I industrialismens England ökade användningen av radhus kraftigt i form av arbetarbostäder där samma form återupprepades flera gånger längs gatan. Många samhällsbyggare och arkitekter var skeptiska till radhuset som boendeform långt in på 1940-talet. Under 1950-talet tog radhusbyggandet fart i Sverige, främst för att de var så yteffektiva när städerna expanderade. Tidiga radhus från 1900–1960 talen har på senare år blivit en allt mer eftertraktad boendeform i storstäderna. Främst arkitektritade 1930- och 1950-talshus har kommit på modet.

## Radhus
Radhus är ofta uppbyggda som en långsmal byggnad som delas upp i flera mindre bostäder. Vanligtvis med liten tillhörande tomt på fram och baksida av byggnaden.

### Stadsradhus
Begreppet "stadsradhus" kan syfta på radhus som uppförts i en tätbebyggd stadsmiljö. De är ofta uppförda som förtätningar av äldre bostadsområden, exempelvis Kransbindarvägens radhus, Halmstadsvägens radhus och Kvarteret Mursmäckan i södra Stockholm.

## Kedjehus
Kedjehus är en typ av radhus som dock har en mer friliggande karaktär än dessa. Liksom radhusen är byggnaderna sammanlänkande, men sammankopplingen är oftast utförd genom en mindre bibyggnad till byggnaden, till exempel ett garage. Ett kedjehus kan därför erhålla bättre ljusinsläpp än ett radhus tack vare fler fria väggytor.